# ブルートゥス邸に息子たちの遺骸を運ぶ警士たち
『ブルートゥス邸に息子たちの遺骸を運ぶ警士たち』（ブルートゥスていにむすこたちのいがいをはこぶけいしたち、仏: Les licteurs rapportent à Brutus les corps de ses fils, 英: The Lictors Returning to Brutus the Bodies of his Sons）は、フランスの新古典主義の巨匠ジャック＝ルイ・ダヴィッドが1789年に制作した歴史画である。油彩。主題は共和政ローマの創設者の1人で、また初代執政官の1人であるルキウス・ユニウス・ブルートゥスのエピソードから採られている。彼の息子たちは共和政の転覆と王政の復活を画策する陰謀に加担したため、ブルートゥスは息子たちを処刑せざるを得ず、家族を犠牲にすることで共和政の英雄的守護者となった。この主題は当時のフランス革命と重なり合うことから大きな反響を呼んだ。共和主義の高まりに多大な影響を与えた市民の美徳の大胆な寓意であり、美徳、犠牲、国家への献身というテーマは政治的緊張の時代に公開され、多くの議論を巻き起こした。現在はパリのルーヴル美術館に所蔵されている。

## 題名
絵画の題名はしばしば『息子たちの遺体を受け取るブルートゥス』（Brutus Receiving the Bodies of His Sons）と呼ばれるが、他にも『ブルートゥスと死した息子たち』（Brutus and His Dead Sons）や単に『ブルートゥス』（Brutus）など様々なバリエーションがある。フランス革命の初年である1789年のサロンに出展された際の完全なオリジナルの題名は、はるかに長く説明的で絵画の情景を十分に説明しており、サロンの小さなカタログに提出され、人々の心を打つように『タルクィニウス家と同盟を組み、ローマの自由を脅かした2人の息子を極刑に処したのち、わが家に戻った第一執政官ブルートゥスと、彼らを埋葬するために遺体を持ち帰った警士たち』（Brutus, first consul, returned to his house after having condemned his two sons who had allied themselves with the Tarquins and conspired against Roman liberty; the lictors return their bodies so that they may be entombed）と記されていた。

## 主題

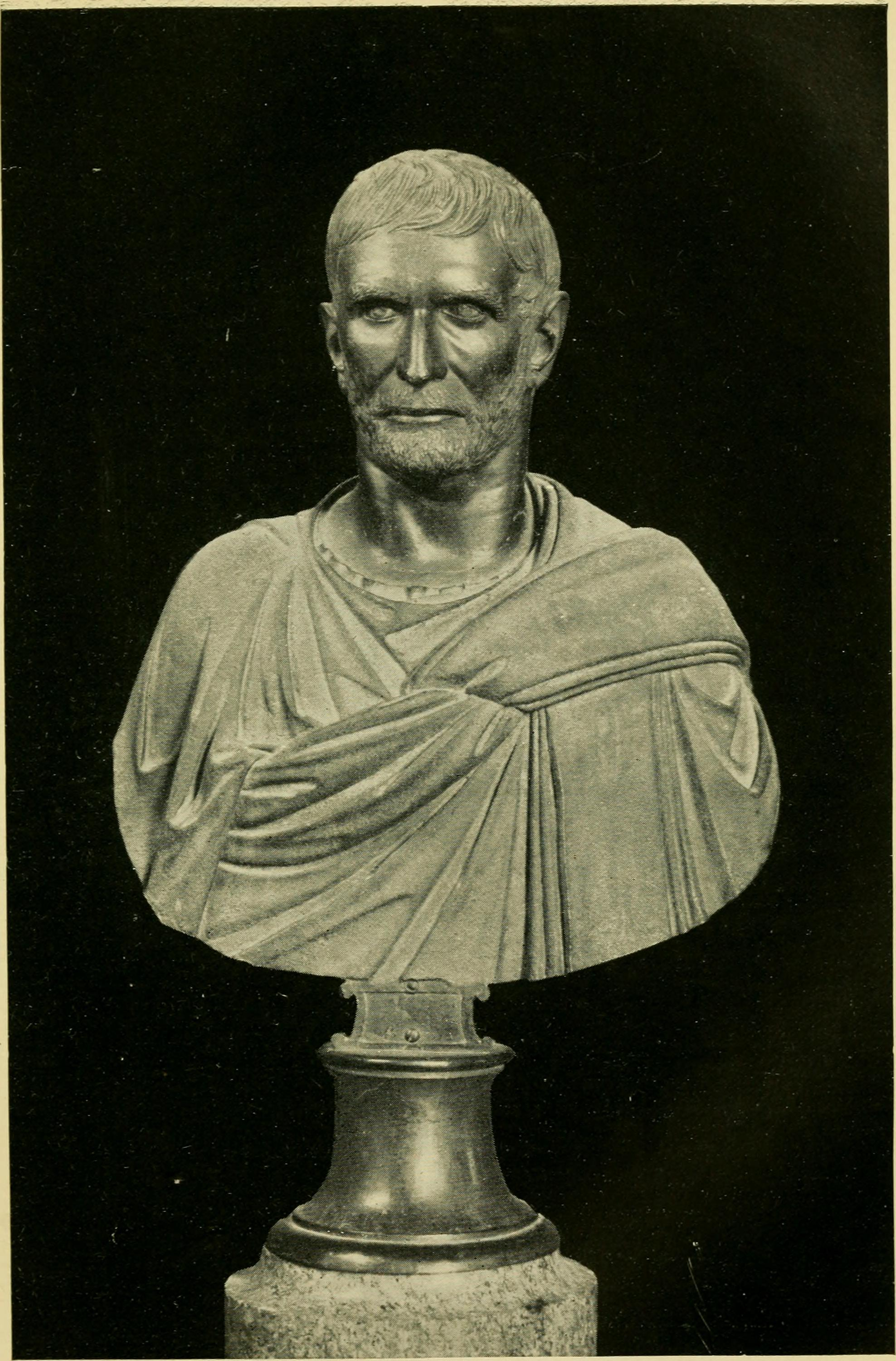
『カピトリーノのブルートゥス』。前4世紀から前3世紀頃。カピトリーノ美術館所蔵。

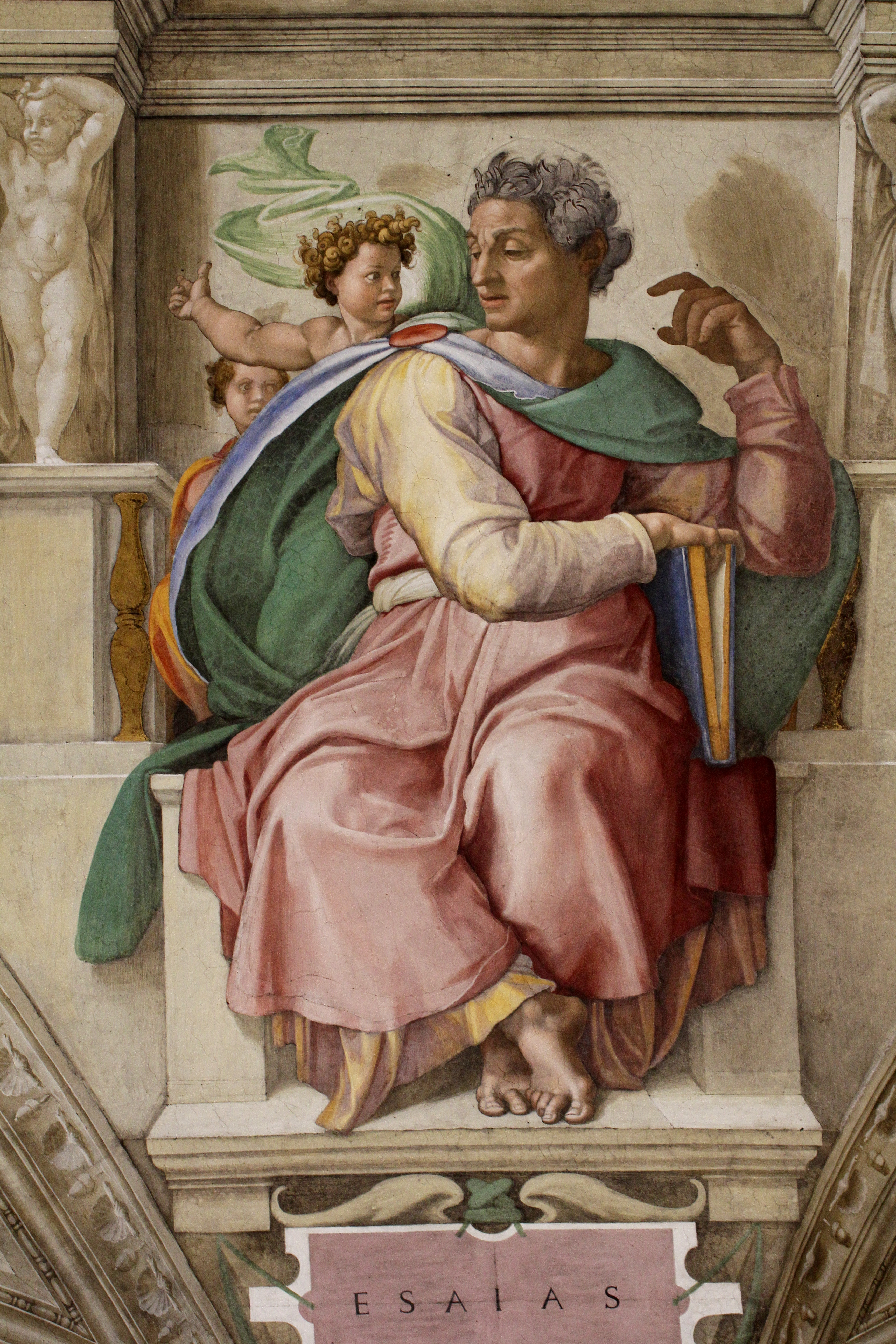
ミケランジェロの『預言者イザヤ』。1509年。システィーナ礼拝堂天井画。

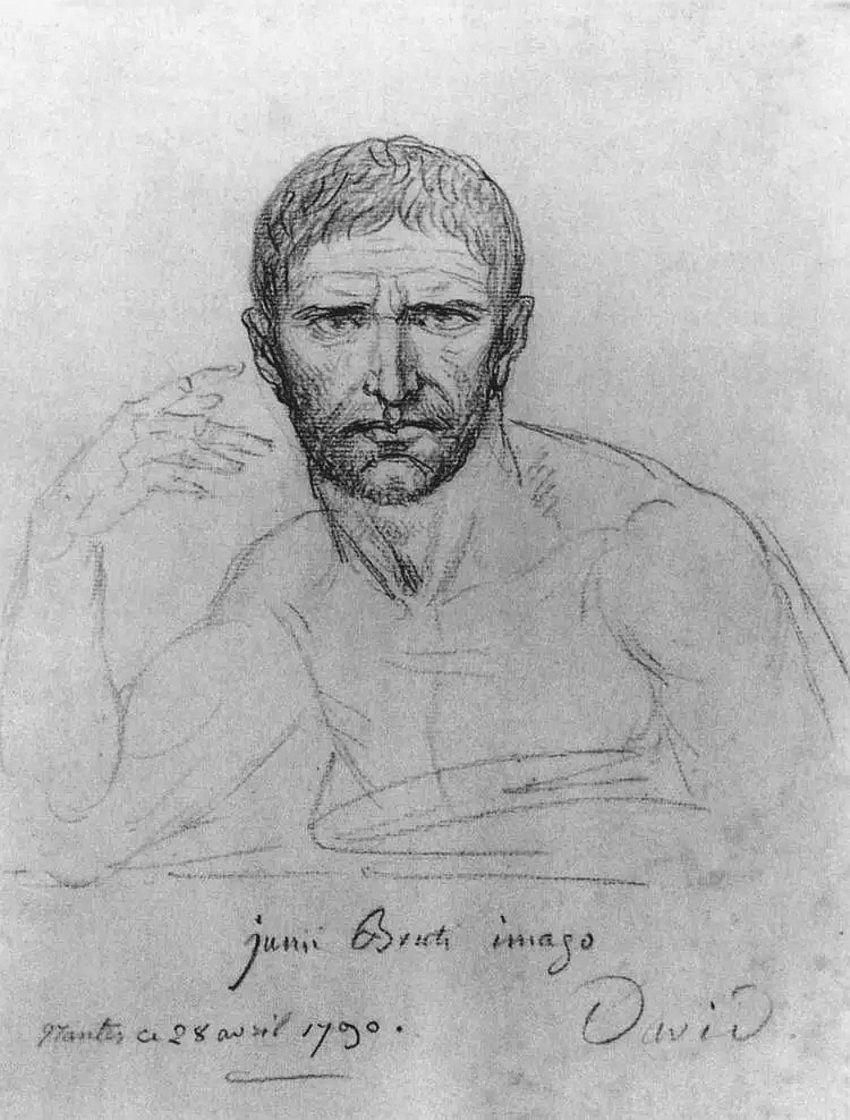
本作品の制作後に描かれたブルートゥスの素描。1790年。

ブルートゥスはルクレティアの自害を目撃した4人のローマ人の1人である。ルクレティアは当時のローマ王ルキウス・タルクィニウス・スペルブスの息子セクストゥスに強姦されると、夫ルキウス・タルクィニウス・コッラティヌスと父スプリウス・ルクレティウス・トリキピティヌスを呼び出し、彼らに復讐を誓わせたうえで自害した。ブルートゥスとプブリウス・ウァレリウスは2人に同行したためルクレティアの自害の現場に居合わせた。彼らはこの出来事の元凶であるセクストゥスの父タルクィニウス王を追放して共和政を樹立し、ブルートゥスはルクレティアの夫ルキウス・タルクィニウス・スペルブスとともに初代執政官の座に就いた。しかしタルクィニウス王は王政の復活を目論み、ローマの青年たちを内通者として引き込んで共和政の転覆を画策した。その中にはブルートゥスの2人の息子ティトゥスとティベリウスもいた。そのため息子たちは他の内通者たちとともに処刑された。
このように王政を打倒して共和制を樹立し、さらに共和制を守るために自身の息子たちを処刑したブルートゥスは、まさしく共和制の英雄であった。ここに描かれた共和主義的思想は、兄弟たちに亡命を許可したフランス国王ルイ16世とは全く対照的であった。

## 作品
『ブルートゥス邸に息子たちの遺骸を運ぶ警士たち』はダヴィッドのほとんどの主要作品と同様に大画面に新古典主義の様式で描かれている。ダヴィッドは息子たちの運命を思い悩むブルートゥスを描いている。ブルートゥスは画面左のクリスモスに座り、戸口の近くに配置された彫像の台座に肘をつきながら1人で物思いに沈んでいる。この彫像は古代ローマの都市を擬人化した女神ローマの像であり、台座には「女神ローマ」（DEA ROMA）の文字が刻まれている。彼の背後では警士たちが首のない息子ティベリウスとティトゥスの遺体を戸口から室内に運び込んでいるが、ブルートゥスは振り向くことすらしない。画面右では息子たちの遺体を見た妻が恐怖に震える2人の娘を抱いており、長女はいまにも気を失うかのようである。一方で画面右端では召使が苦悩に震えている。画中に描かれたブルートゥスの交差させた足の緊張、画面中央の使用されずに放置されたままの鋭いハサミ、そしてブルートゥスと妻を描き別けるために使用された光と影。
ダヴィッドは1つの主題を3つの部分に分割して描くために光と様々な方向性を持った動きを画面に与えている。警士たちの行進は光が差し込む画面左端から中央に向かって進み、影の中に静かに消えていくかのようでもある。そばには1体の彫像が置かれてあり、その姿は逆光で濃い影に覆われ、さらに彫像はブルートゥスの上に暗い影を落としている。最も明るい画面右ではブルートゥスと対照的に恐怖する女性たちのグループが照らし出されている。加えてドーリア式の石柱と規則的な床の石材のタイルの作前が画面中央付近の石柱の周りに配置された3つのシーンを分断している。
ダヴィッドは室内装飾を当時の考古学的見地をもとに出来るかぎり正確に描こうとした。家具は前年に完成した『パリスとヘレネの恋』（Les amours de Pâris et d'Hélène）と同様にジョルジュ・ジャコブが制作したものを使用した。また考古学的正確さを期すため、カピトリーノ美術館に所蔵されている有名な古代のブロンズ像『カピトリーノのブルートゥス』（Capitoline Brutus）の複製に基づいてブルートゥスの容貌を描いた。また足や腕のポーズはおそらくミケランジェロ・ブオナローティがシスティーナ礼拝堂天井画に描いた『預言者イザヤ』（Il profeta Isaia）から採った。
デイヴィッドは完成するまでに2年以上の歳月を必要とした。ブルートゥスのモチーフに対する愛着はこの絵画を制作する何年も前、少なくとも1780年代初頭に『ホラティウス兄弟の誓い』（Le Serment des Horaces, 1784年）を制作していたときから明らかであった。この初期の作品は、義務、忠誠、美徳というテーマを通じてブルートゥスと明確な関連性を有している。誓い自体はブルートゥス伝説の要素であり、ダヴィッドはそれを芸術的にホラティウス兄弟に転用した。ブルートゥスの構図にも同様の自由が取られた。息子たちの遺体が戻ってくるという細部はリウィウスやプルタルコスの記述には見い出せない。
少なくともこの初期の段階では、ダヴィッドが共和制の理念に対して如何ほどの情熱を持っていたかについて議論の余地がある。多くの歴史家はダヴィッドの絵画のインスピレーションはもっと平凡なもので、標準的な古代の教訓や当時の悪名高い人物のあまり有名でない出来事から得たものと考えている。この作品は大衆によって直ちに神格化されたが、同時代の人々の中には本作品に対するダヴィッドの意図を疑問視する者もおり、その議論は未だに解決されていない。いずれにせよ、この絵画によってダヴィッドは愛国的な芸術家の指導者に祭り上げられることとなった。

## 来歴
完成した絵画は同年にサロンで初めて展示された。フランス国王ルイ16世によって取得され、王室コレクションに加わった。1791年のサロンで再び展示された。現在はルーヴル美術館ドゥノン翼の702号室で常設展示されている。

## 影響
当時、本作品は大きな反響を呼んだ。フランス革命はすでに始まっており、サロンに出展されるすべての作品は政治的に受け入れることが出来るかどうか審査されなければならなかった。ダヴィッドが1788年に描いた『ラヴォワジエ夫妻の肖像』（Portrait d'Antoine-Laurent Lavoisier et de sa femme）は、有名な化学者アントワーヌ・ラヴォアジエが旧体制と結びついており、潜在的に分裂を招く人物であったため、すでに展示を拒否されていた。同様の警戒から本作品は大衆の革命を支持する熱狂をかき立てる恐れがあるため、ほとんど展示されなかった。しかし大衆の強い要望のため当局は展示せざるを得なかった。
最初の展示ののち、ダヴィッドの友人の俳優フランソワ＝ジョゼフ・タルマはヴォルテールの悲劇『ブルートゥス』（Brutus）の主役を演じ、絵画の構図を舞台演出で正確に再現したシーンを追加した。

## 習作
1787年のインクとチョークの全体素描がニューヨークのメトロポリタン美術館に所蔵されている。またキャンバスに描かれた油彩画習作がストックホルムのスウェーデン国立美術館のコレクションに所蔵されている。

## ギャラリー
関連画像

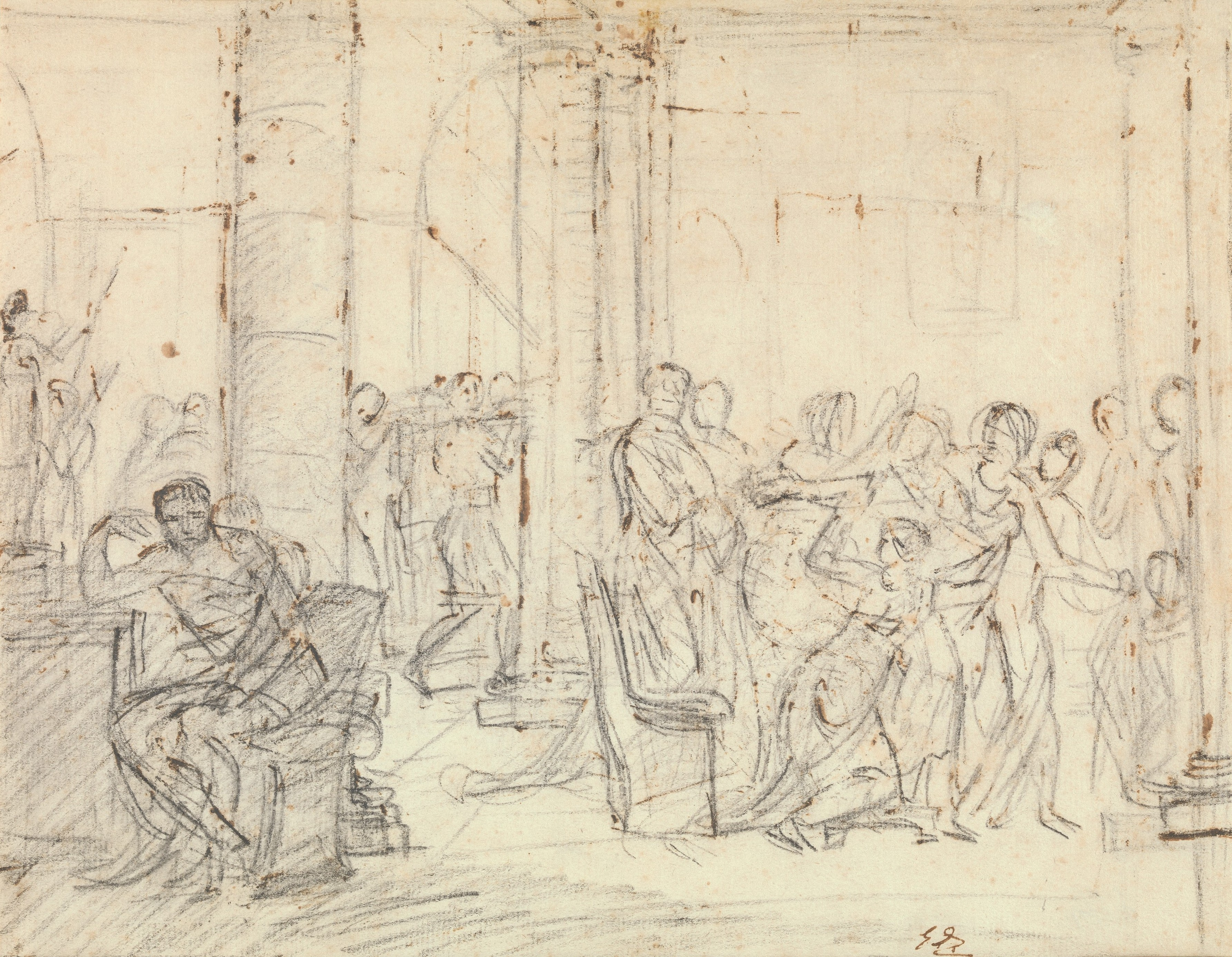
全体素描。メトロポリタン美術館所蔵
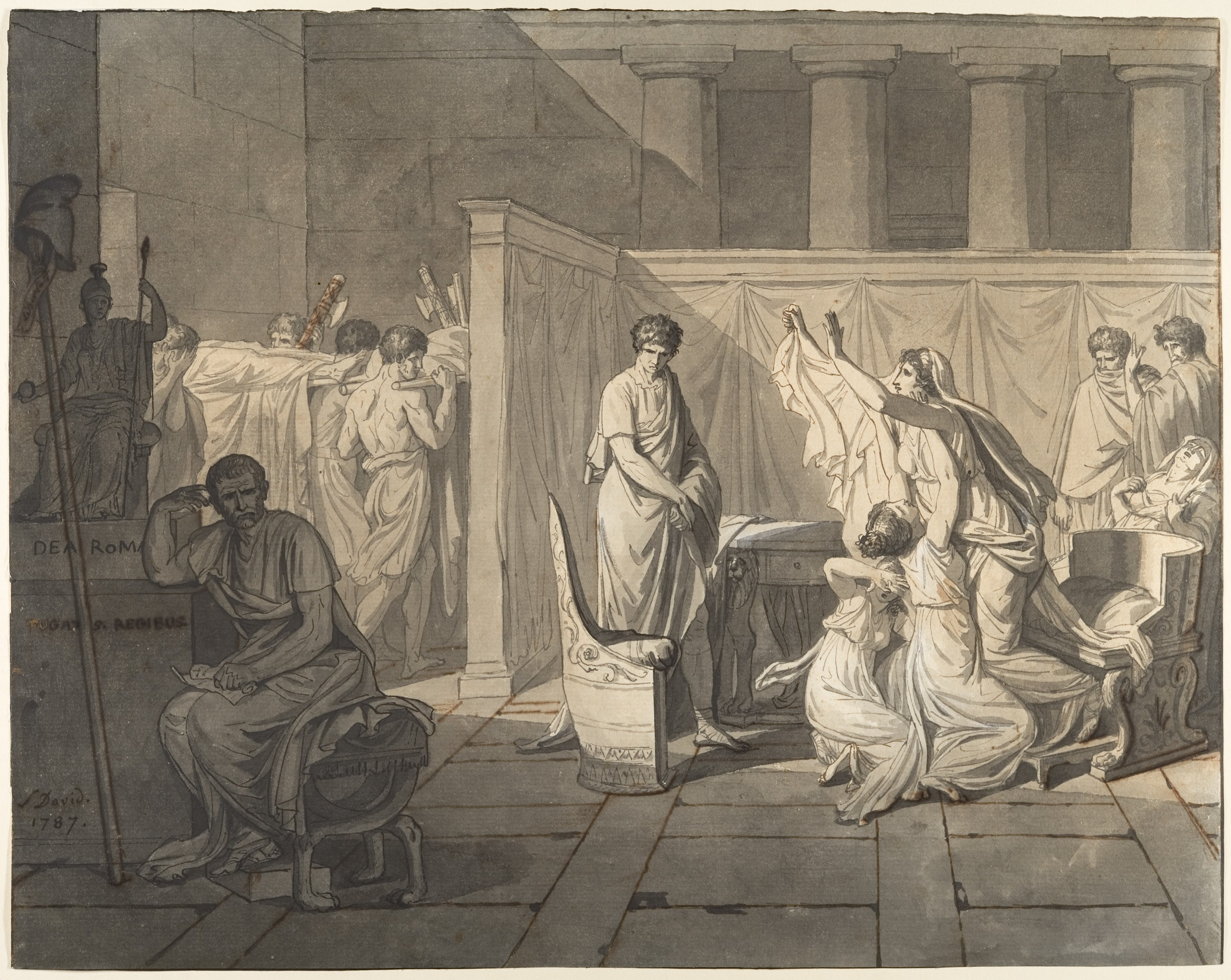
全体素描。メトロポリタン美術館所蔵
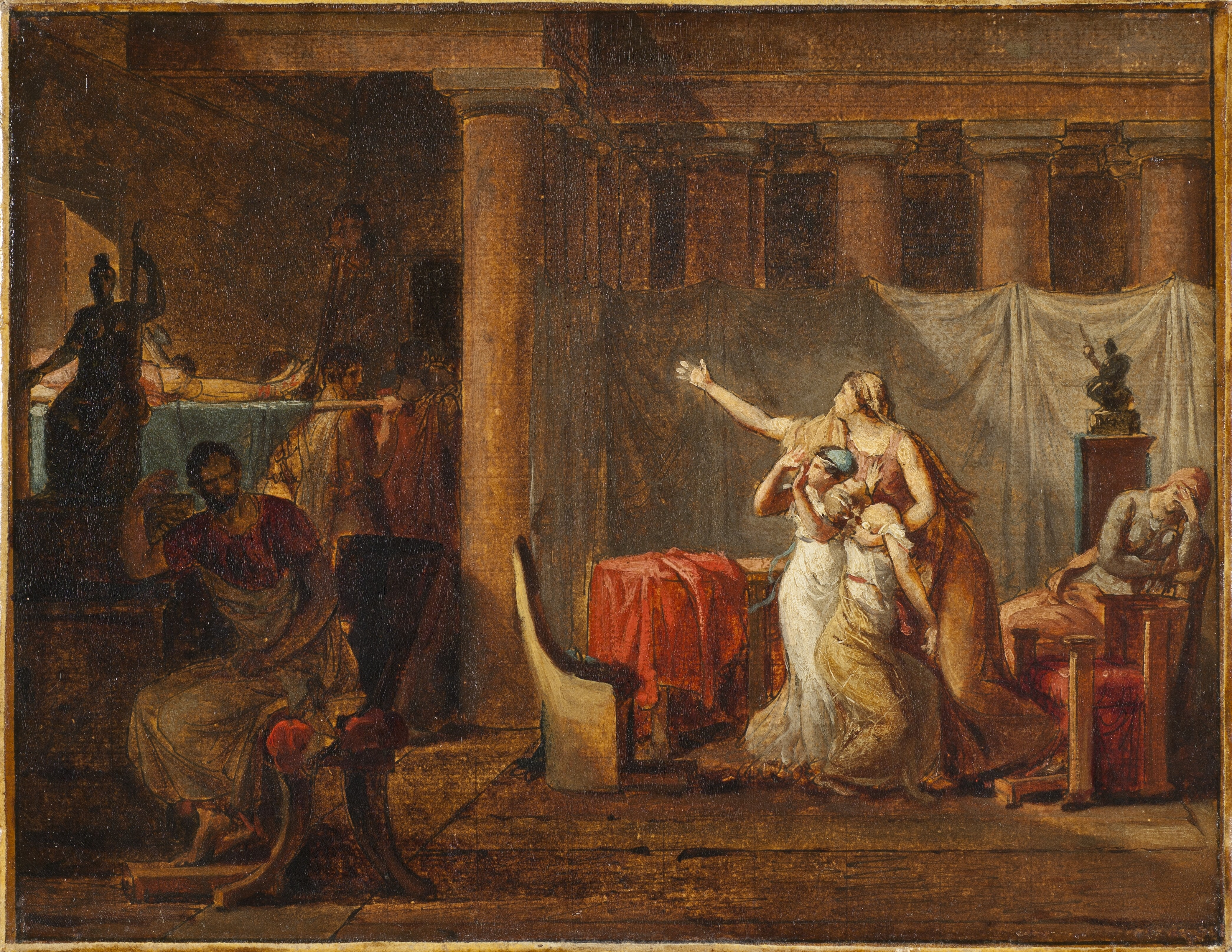
油彩による準備習作。スウェーデン国立美術館所蔵